# Taniyuki Yuki
Taniyuki Yuki (* 6. Mai 1960 in der Präfektur Yamagata) ist ein ehemaliger japanischer Skilangläufer.

## Werdegang
Yuki startete international erstmals bei den nordischen Skiweltmeisterschaften 1982 in Oslo. Dort belegte er den 64. Platz über 15 km, den 32. Rang über 50 km und den 12. Platz mit der Staffel. Bei den nordischen Skiweltmeisterschaften 1985 in Seefeld in Tirol lief er auf den 62. Platz über 15 km, auf den 58. Rang über 30 km und den 46. Platz über 50 km. Anfang März 1986 holte er bei den Winter-Asienspielen in Sapporo über 30 km Freistil und mit der Staffel jeweils die Goldmedaille. Im folgenden Jahr kam er bei den nordischen Skiweltmeisterschaften in Oberstdorf auf den 50. Platz über 15 km klassisch, auf den 45. Rang über 30 km klassisch und auf den 18. Platz über 50 km Freistil. Seine letzten internationalen Rennen absolvierte er bei den Olympischen Winterspielen 1988 in Calgary. Dort belegte er den 57. Platz über 30 km klassisch, den 52. Rang über 15 km klassisch und den 39. Platz über 50 km Freistil. Zusammen mit Atsushi Egawa, Kazunari Sasaki und Masaharu Yamazaki errang er dort den 14. Platz in der Staffel.
Yuki wurde jeweils dreimal japanischer Meister über 30 km (1982, 1983, 1988) und 50 km (1982–1984).